# Kissyfur
Kissyfur es una serie de dibujos animados estadounidense de los 80. Se emitió en la NBC. Fue producido por Jean Chalopin y Andy Heyward y creado por Phil Mendez para DIC. La serie se inspiró en una media hora la NBC en horario estelar especial llamado Kissyfur: Raíces del oso y fue seguido por tres especiales más, hasta su debut en la mañana del sábado. Duró dos temporadas.

## Argumento
La historia narra sobre las aventuras de Kissyfur y su padre Gus, una pareja de osos de circo que se pierden en los pantanos del sur luego de que el tren del circo se descarrilara y se hundiera. Siendo ellos parte de sus pocos sobrevivientes, iniciaron una nueva vida en los pantanos del sur, donde hicieron maravillosos nuevos amigos. Usando sus habilidades y conocimientos del mundo humano, Kissyfur y su papá tienen un negocio en los pantanos como transportadores de mercancías y un servicio de bote turístico, y sobre todo, se dedican a proteger a los habitantes del pantano de la amenaza de los hermanos Jolene (hembra, en la versión original) y Floyd, dos lagartos feroces, pero cómicos, quienes buscan de cazar a los más pequeñuelos para merendárselos. Entre los amigos de Kissyfur figuran: Beehonie, la conejita; Stok, el puercoespín; Duane, el cerdito aseado; Lenny, el pecarí gruñon; Tooth, el castor, y por supuesto la señorita Emilu, su maestra de escuela y por quien Gus siente un gran aprecio.

## Doblaje Mexicano
- Kissyfur - Patricia Acevedo
- Gus - Álvaro Tarcicio
- Beehonie - Rommy Mendoza
- Duane - Raúl Aldana
- Lenny - Luis Alfonso Mendoza
- Tooth  - Ariadna Rivas
- Señorita Emilu - Sylvia Garcel
- Jolene - Mario Castañeda
- Floyd - Humberto Vélez
- Donna - Araceli de León